# 728 Leonisis
Leonisis (asteroide 728) é um asteroide da cintura principal, a 2,0572948 UA. Possui uma excentricidade de 0,0871438 e um período orbital de 1 235,75 dias (3,38 anos).
Leonisis tem uma velocidade orbital média de 19,84018315 km/s e uma inclinação de 4,25783º.
Este asteroide foi descoberto em 16 de Fevereiro de 1912 por Johann Palisa.